# Titisme
Le terme de titisme est utilisé pour décrire la version de l'idéologie communiste adoptée après 1948 par Josip Broz Tito, dirigeant de la république fédérative socialiste de Yougoslavie. Il dérive du nom de guerre de son principal inspirateur.

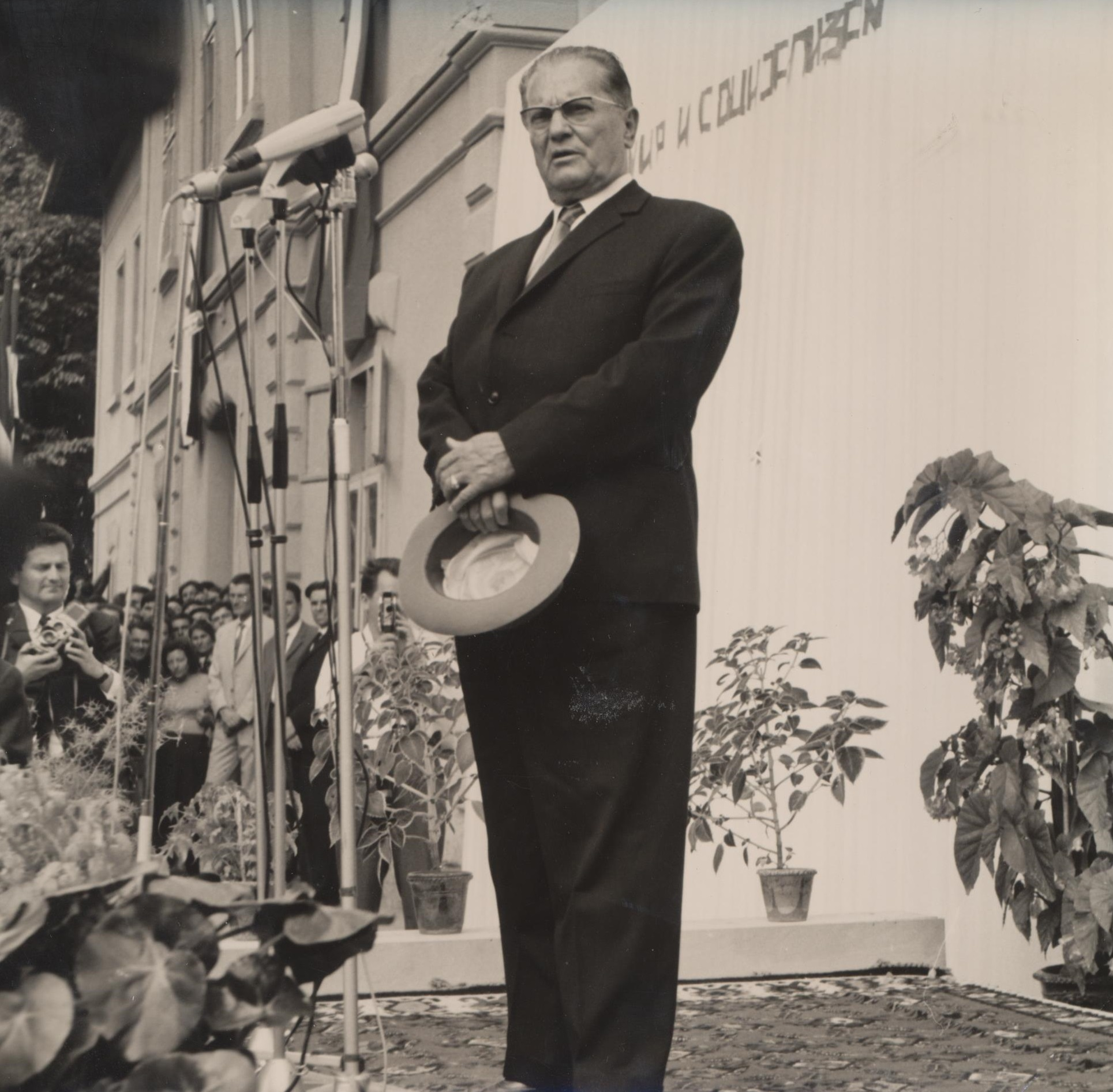
Josip Broz, dit Tito, en 1965.

## Historique

### Le maréchal Tito, leader des partisans communistes yougoslaves
Josip Broz Tito participa durant l'entre-deux-guerres aux activités du Parti communiste yougoslave clandestin, puis mena diverses missions en Europe pour le compte du Komintern, héritant des noms de guerre de « Walter », puis de « Tito ». Revenu en Yougoslavie à la fin des années 1930, il prit la tête du Parti communiste. Durant la Seconde Guerre mondiale, il prit la tête de la résistance communiste en Yougoslavie et parvint, au bout de quatre ans de résistance aux nazis, à triompher de tous ses adversaires (résistance royaliste tchetnik comprise) et à réunifier sous sa bannière la Yougoslavie qui avait été démembrée à la suite de l'invasion de 1941.

### Les premières dissensions Tito-Staline
Le régime yougoslave a d'abord fait allégeance, de 1945 à 1948, au Stalinisme. Mais selon l'historien trotskiste (donc anti-stalinien) Jean-Jacques Marie, Staline avait envisagé de liquider Tito dès la fin des années 1930, et à nouveau après la guerre d'Espagne, au cours de laquelle Tito participa au recrutement et à l'organisation du bataillon Dimitrov, unité balkanique des Brigades internationales, dont une partie des ex-combattants seront assassinés par les Soviétiques.
Le titisme se veut alors une voie d'économie mixte, à la fois publique-étatisée et privée, indépendante de celle préconisée par l'Union soviétique, et inspirée à la fois par la nouvelle politique économique de Lénine et l'austromarxisme. À partir de 1947 et jusqu'en 1952, des Brigades de travail en Yougoslavie, composée de jeunes bénévoles des pays occidentaux venus découvrir le pays pendant quelques semaines l'été, traduisent l'intérêt pour l'expérience yougoslave, mais se heurtent très vite à la condamnation des partis communistes staliniens d'Europe occidentale. Par ailleurs, Staline n'avait pas les coudées franches en Yougoslavie comme dans les autres pays de l'Est car à la conférence de Moscou (1944) sur le partage de l'Europe, l'URSS n'y avait pas obtenu la prépondérance, mais seulement 50 % d'influence, de sorte que Tito bénéficiait d'une marge de manœuvre bien supérieure à celle des autres dirigeants d'Europe du Sud-Est. C'est ce qui rendit possible le « non-alignement » de la république fédérative socialiste de Yougoslavie qui n'adhéra ni au pacte de Varsovie, ni au « marché commun soviétique », ce qui entraîna à partir de 1948 la rupture Tito-Staline : le Kominform exclut le Parti communiste de Yougoslavie et dénonce la « déviation nationaliste » de Tito. Le terme Titisme est dès lors utilisé de manière péjorative, et l'accusation de « titisme », utilisée dans le cadre des purges des appareils communistes, mène ses victimes en déportation.
De son côté Tito persécute près de 8 500 communistes yougoslaves accusés de stalinisme, qui s'opposent à sa politique, prennent position pour l'URSS et finissent au camp de travail forcé de Goli Otok ou dans diverses prisons. On peut citer notamment Vlado Dapčević et Mileta Petrovic parmi les communistes persécutés par le régime titiste. En fait, sur le plan économique, Tito a simplement pris acte de l'incapacité de l'économie centralisée de type stalinien à répondre aux besoins humains, plusieurs années avant Nikita Khrouchtchev et Mikhaïl Gorbatchev en URSS, avant Imre Nagy en Hongrie et Deng Xiaoping en Chine. 

### La rupture Tito-Staline de 1948

#### Origines géopolitiques
Le conflit aurait eu pour origine le projet de « fédération balkanique » réunissant la Yougoslavie, l'Albanie et la Bulgarie, que Staline n'avait pas validé, même si Tito a accepté une consultation préalable avec Moscou pour sa politique extérieure. En Albanie, Enver Hoxha met en place une économie entièrement planifiée et accuse Tito d'abandonner l'économie socialiste au profit d'objectifs de rentabilité. Les Bulgares aussi étaient inquiets car au cours de l'entrevue Tito-Dimitrov de 1947 il avait été envisagé que la Macédoine du Pirin (Macédoine bulgare, oblast de Blagoevgrad) rejoigne la république socialiste de Macédoine en échange du retour à la Bulgarie des petites régions frontalières bulgares données à la Yougoslavie au traité de Neuilly. 

#### Une crise contemporaine du Blocus de Berlin
La résolution du Kominform du 28 juin 1948 condamnant les dirigeants du parti communiste yougoslave avait une portée au-delà des communistes yougoslaves, et dénonçait avec une violence particulière tous les communistes suspects de sympathie pour le « titisme », alors que la rupture n'était même pas encore connue. Elle suscite d'ailleurs « étonnement et stupeur, tant elle paraissait invraisemblable », car la Yougoslavie était encore une alliée fidèle de l'URSS et « rien ne laissait prévoir une telle mesure d'expulsion ». Cependant, un rapport de juin 1948 de l'ambassade des États-Unis à Belgrade relatait qu'en Roumanie, dans les galeries de portraits de dirigeants communistes, celui de Tito était retiré, ce qui fit aussi l'objet d'un entrefilet du quotidien français Le Figaro le 12 février 1948. En juillet 1948 débutait le blocus de Berlin par l'URSS. L'invasion soviétique de la Tchécoslovaquie vingt ans plus tard, en août 1968, suscita chez les Yougoslaves la crainte d'une action analogue de l'URSS contre eux.

#### Les conséquences en Europe occidentale
En France, pays d'Europe occidentale où le communisme stalinien était le mieux implanté, le Kominform ordonna au comité central du PCF organisé du 8 au 9 juillet 1948 de condamner le « titisme » mais certains membres refusèrent d'obéir, comme la résistante Mounette Dutilleul qui avait déjà protesté, l'été 1940, contre les démarches du PCF auprès des occupants nazis pour faire reparaître l’Humanité et pour continuer à administrer les mairies communistes en région parisienne. Ces protestataires ne sont pas réélus en avril 1950, lors du XIIe congrès du Parti communiste français qui voit l'éviction d'autres suspects de « titisme », comme le résistant limousin Jean Chaintron ou le biologiste Marcel Prenant, intellectuel communiste de premier plan. Pourtant, entre-temps, Jean Chaintron s'était rétracté en dénonçant « la misérable clique de Tito » et était rentré dans le rang en tenant en 1949 le secrétariat du Comité de patronage de l’exposition en l’honneur du 70e anniversaire de Joseph Staline. Cependant, il avait présenté en 1949 un rapport à la commission des affaires étrangères du PCF sur « la situation en Grèce et la politique de Tito », qui fait les louanges de Márkos Vafiádis, l'ancien héros de la guerre civile grecque éloigné du commandement dès août 1948, puis exclu du parti communiste grec en octobre sous accusation de « titisme » et cela suffisait pour le rendre suspect lui-même. Lors de ce XIIe congrès du Parti communiste français il est demandé aux délégués « d'intensifier la vigilance révolutionnaire contre les titistes ».

## La politique de Tito en Yougoslavie
Le principal concept du « titisme », dont le slovène Edvard Kardelj fut l'un des principaux théoriciens, consiste en la recherche par chaque pays de « sa propre voie vers le socialisme, en utilisant ses propres ressources et en usant de politiques adaptées à son propre contexte national », plutôt que de se conformer à la politique définie de l'extérieur par le Kominform. 

### La politique d'autogestion
Le « régime titiste » a adopté une politique d'« autogestion » économique, généralisée à partir de 1950, en souhaitant mettre l'économie entre les mains des producteurs directs, excluant ainsi la formation d'une classe des bureaucrates comme cela a été le cas dans les autres régimes communistes. 
Les entreprises sont gérées par des dirigeants théoriquement élus par les travailleurs, bien qu'en pratique la désignation de ceux-ci revienne au Parti. Des éléments d'économie de marché sont progressivement introduits : en 1965, la notion de rentabilité est appliquée de manière générale, avec l'abandon de la planification économique.
Bien que le marxisme-léninisme soit demeuré une matière obligatoire à l'université yougoslave, le pays connaît une réalité très éloignée de celle des pays demeurés au sein du bloc de l'Est.
L'expérience titiste a été notamment appréciée, dans les années 1960, par certains intellectuels de gauche non-alignés sur l'Union soviétique.

### La question des «nationalités»
Sur le plan politique, le « titisme » a maintenu au niveau international son « non-alignement », tandis que sur le plan intérieur il adopta une position fédéraliste à plusieurs identités nationales, qui favorisa l'essor des nationalismes internes, surtout à partir du printemps croate de 1971.

## Chronologie
- septembre 1947 : Doctrine Jdanov
- janvier 1948 :  la Pravda condamne le projet de fédération balkanique
- juin 1948 : Rupture Tito-Staline
- juin 1948 : « Tito, cheval de Troie de l'impérialisme » selon le discours de Khrouchtchev au congrès du parti communiste bulgare.
- Résolution du 26 juin 1948 : le Kominform condamne le parti communiste yougoslave
- 6 juillet 1948:  L'Humanité annonce que tous les militants du PCF étudient la Résolution du 26 juin 1948
- 9 juillet 1948 : comité central du PCF soutenant Moscou
- 21 au 28 juillet 1948 : le conflit porté à la connaissance des Yougoslaves après le congrès du PCY.
- juillet 1948: blocus de Berlin
- Septembre 1948 : Lettre de Marcel Servin à André Marty lui signalant que son ami yougoslave Colic s'intéresse à Tito [14]
- été 1949 : procès László Rajk (homme politique)
- 12 juin 1950 : premiers textes significatifs de la chasse aux espions titistes de Marcel Servin dans L’Humanité[15].

## Voir également
- République fédérative socialiste de Yougoslavie
- Communisme
- Mouvement des non-alignés
- Ligue des communistes de Yougoslavie
- Histoire du communisme
- Histoire de la Yougoslavie